# Văn phòng diễn giả
Văn phòng diễn giả là nơi tập hợp các diễn giả hay nhà hùng biện diễn thuyết về một chủ đề cụ thể, hoặc là một công ty chuyên cung cấp các diễn giả cho các khách hàng đang cần có diễn giả truyền cảm hứng, sự xuất hiện của người nổi tiếng, cố vấn hội nghị hay người đọc phát biểu quan trọng.
Văn phòng diễn giả sẽ nắm giữ cơ sở dữ liệu (CSDL) của các nhân vật nổi tiếng đến từ nhiều lĩnh vực khác nhau như: chính trị, thể thao, kinh doanh, truyền hình và hài kịch. Đội ngũ của văn phòng diễn giả sẽ triển khai lời giới thiệu giữa diễn giả và khách hàng và hỗ trợ cả hai bên từ những giai đoạn cơ bản của việc thiết lập mối liên hệ thông qua quá trình đặt chỗ và hậu cần. Khách hàng cần đến diễn giả thường là các doanh nghiệp, tập đoàn, hội từ thiện, các cơ sở giáo dục hay công cộng. Văn phòng diễn giả giúp cho khách hàng và diễn giả thương lượng về thù lao diễn thuyết, tức phí trả cho cá nhân đứng diễn thuyết trong một sự kiện công cộng. Số tiền này thường do chính diễn giả hay người quản lý diễn giả đưa ra. Công việc hậu cần có thể do văn phòng diễn giả sắp xếp, giống như tiền thù lao, vận chuyển, tiện nghi ăn uống và ấn định giờ, hoặc là được bàn bạc giữa diễn giả và khách hàng.
Văn phòng diễn giả xuất hiện ở nhiều hình thức khác nhau và theo truyền thống là tính giá tiền hoa hồng thù lao diễn thuyết cho các dịch vụ của họ. Tuy nhiên, với sự phát triển của Internet, các mô hình kinh doanh thay thế nhau cũng tìm được chỗ đứng. Rất ít các nền tảng trực tuyến cho phép một tổ chức và người diễn giả liên kết với nhau một cách trực tiếp mà không cần đến một văn phòng trung gian. Các văn phòng diễn giả truyền thống có khả năng cung cấp nhiều kinh nghiệm sẵn có hơn cho khách hàng và nắm giữ hợp đồng, các thỏa thuận và những vấn đề khác có thể phát sinh trong quá trình đặt người.

## Các kiểu diễn giả
Diễn giả truyền cảm hứng hay người đọc phát biểu quan trọng đều là những diễn giả chuyên nghiệp chuyên diễn thuyết trước công chúng với mục tiêu truyền cảm hứng và thúc đẩy các khán giả phù hợp. Trong bối cảnh kinh doanh, họ được thuê để truyền đạt chiến lược công ty một cách rõ ràng và giúp các công nhân viên, người lao động thấy được tương lai lạc quan tươi sáng và truyền hứng khởi cho họ khi làm việc tập thể.